# Уилсон, Райан (хоккеист)
Райан Уилсон (англ. Ryan Wilson; 3 февраля 1987, Уинсор, Онтарио, Канада) — канадский хоккеист, защитник клуба финской хоккейной лиги (фин. Liiga) «КалПа».

## Карьера
1 июля 2008 года после окончания юниорской и молодёжной карьеры, Уилсон, подписал контракт новичка с клубом «Калгари Флэймз». В сезоне 2008/09 дебютировал на профессиональном уровне с клубом «Куод-Сити Флэймз».
Сезон 2009/10 начал с клубом «Лейк Эри Монстерз». До того как он получил травму в этом клубе, Райан, успел дебютировать уже в НХЛ в составе «Колорадо Эвеланш». 17 ноября 2009 года забросил свою первую шайбу в НХЛ, это событие произошло против клуба «Калгари Флэймз». Уилсон зарекомендовал себя как очень «агрессивный» защитник для нападающих команд соперника, наиболее стал известен в НХЛ после своего «хита» на игроке Патрик Элиаш из «Нью-Джерси Дэвилз». 25 июня 2012 года стало известно, сто Уилсон продлил контракт с «Колорадо» ещё на 3 года и сумму $6,7 млн.
После его продления контракта карьера Уилсона была омрачена травмами. В своём первом сезоне после продления контракта он провёл на льду всего 12 матче и отметился 3 передачами. Во втором сезоне он уже провёл 28 матчей и опять отметился только 6 передачами.
В качестве свободного агента он не перешёл ни в какой клуб. 3 сентября 2015 года было объявлено, что Уилсон будет в тренировочном лагере «Калгари Флэймз». Уилсон сыграл несколько матчей в межсезонье с «Калгари», но руководство клуба не стала ему предлагать контракт. 16 ноября 2015 года он подписал однолетний контракт с российским клубом «Ак Барс». После окончания «регулярки» в составе российского клуба он сыграл 24 игр и набрал 3 (0+3) очка.